# Silene napuligera
Silene napuligera är en nejlikväxtart som beskrevs av Adrien René Franchet. Silene napuligera ingår i släktet glimmar, och familjen nejlikväxter. Inga underarter finns listade i Catalogue of Life.